# Guy Black
Pour les articles homonymes, voir Black.
Guy Vaughan Black, baron Black de Brentwood (né le 6 août 1964) est un homme politique et de médias britannique. Il est directeur exécutif du groupe Telegraph Media de 2005 à 2018 et depuis 2018, vice-président du groupe. Il est pair à vie conservateur à la Chambre des lords.
Black est directeur de la section politique au Département de la recherche conservatrice de 1986 à 1989 lorsque David Cameron est son adjoint.

## Éducation
Il fait ses études à Brentwood School, Essex puis à Peterhouse, Cambridge, où il obtient la bourse John Cosin et remporte le prix Herbert Butterfield pour l'histoire. Il en est sorti avec une double distinction de première classe en histoire en 1985.

## Début de carrière
Après avoir travaillé pendant un an à Barclays de Zoete Wedd, Black rejoint le département de recherche conservateur en 1986. Il est membre de la Brentwood and Ongar Conservative Association de 1982 à 1992.
Il quitte CRD en 1989 pour devenir conseiller spécial du secrétaire d'État à l'Énergie, John Wakeham, qui est alors le fer de lance de la privatisation de l'industrie électrique.
Il est également conseiller du quartier de Shenfield au Conseil du district de Brentwood de 1988 à 1992. Après les élections de 1992, Black passe quatre ans dans les affaires publiques, travaillant pour Westminster Strategy (1992–94) puis Lowe Bell Good Relations (1994–96).
En décembre 2003, Black est directeur des communications du Parti conservateur et attaché de presse du leader du parti Michael Howard, leader de l'opposition.

## Postes publics et caritatifs
Black est membre du conseil d'administration de l'Imperial War Museum de 2007 à 2015. En 2010, il devient membre de la Guilde de St Bride's, Fleet Street. Il est administrateur de la Sir Edward Heath Charitable Foundation jusqu'à sa démission en janvier 2009.
En août 2017, Black devient président du Royal College of Music, après avoir été membre du Conseil depuis 2009.
Il est gouverneur de la Brentwood School en 2013.
Il est le patron de l'ONG internationale The Rory Peck Trust, le patron d'International Cat Care, le patron de Terrence Higgins Trust et le président émérite de The Printing Charity,,.

## Carrière médiatique
Black revient dans les médias après les élections générales de 2005, rejoignant le Telegraph Media Group en septembre de la même année.
En septembre 2009, il est président du Press Standards Board of Finance (PressBof), l'organisme chargé de financer le PCC et de superviser le système d'autorégulation de l'industrie. Il siège également au Conseil des normes de publicité des finances (ASBOF), qui joue un rôle similaire dans le financement de l'Autorité des normes de publicité (ASA).
Black est président du Commonwealth Press Union Media Trust, qui cherche à préserver et à améliorer la liberté des médias dans tout le Commonwealth.
En 2016, Black reçoit la bourse d'honneur du Chartered Institute of Public Relations et est lauréat du Journalists 'Charity Award aux British Press Awards en 2017 pour sa «contribution exceptionnelle aux journalistes et au journalisme»,.
En 1996, Black retourne travailler pour John Wakeham comme directeur de la Press Complaints Commission (PCC). Pendant son séjour là-bas, il est responsable du resserrement du Code de bonne pratique à la suite du décès en 1997 de Diana, princesse de Galles, et de la mise en place des dispositions visant à protéger la vie privée des princes William et Harry. Lors de l’adoption de la loi de 1998 sur les droits de l’homme, il fait campagne avec succès pour qu’une protection spéciale soit établie dans la législation pour protéger la liberté d’expression.
Black joue un rôle de premier plan sur la question du mariage pour tous.
En tant que président de PressBof jusqu'à sa dissolution en 2016, Black joue un rôle clé dans les auditions de l'enquête Leveson, notamment en présentant des propositions de l'industrie de la presse pour un nouveau système d'autorégulation indépendante.

## Chambre des lords
Black est élu membre de la Royal Society of Arts en 1997. Il est créé pair à vie le 9 juillet 2010 en prenant le titre baron Black de Brentwood, de Brentwood dans le comté d'Essex, et est présenté aux Lords le 13 juillet 2010 par les Lords Wakeham et Marland, et fait son premier discours le 21 juillet sur le rôle des femmes âgées dans la société civile et les problèmes particuliers de l'ostéoporose.
Dans un discours prononcé à la Chambre des lords le 25 novembre 2010, il dénonce le recours à des «honoraires conditionnels» dans des affaires impliquant la vie privée et la diffamation. Il déclare: "Il n'y a actuellement aucune menace plus grave pour la liberté des médias et le droit du public de savoir que l'utilisation sans entrave par les avocats demandeurs des CFA, soutenue par la combinaison toxique d'honoraires de réussite de 100% et d'une assurance après l'événement".
Il est vice-président du Debating Group et membre du conseil consultatif d'Albany Associates International Ltd.

## Vie privée
Le 11 février 2006, il contracte un partenariat civil avec son partenaire de longue date Mark Bolland (en) et ils se marient le 22 juin 2015. De nombreux médias et personnalités politiques de premier plan assistent à la cérémonie et Murdoch MacLennan et Rebekah Brooks sont témoins. Black est le premier pair conservateur ouvertement gay.